# Джаз в летний день
«Джаз в летний день» (англ. Jazz on a Summer’s Day) — фильм-концерт 1959 года, действие которого происходит на Ньюпортском джазовом фестивале 1958 года в Ньюпорте, Род-Айленд (который проходил с 3 по 6 июля 1958 года). Режиссерами фильма выступили коммерческий и модный фотограф Берт Штерн и Арам Авакян, который также смонтировал фильм. Джазовый продюсер Columbia Records, Джордж Авакян, был музыкальным руководителем фильма.
В фильме смешаны образы воды и города с исполнителями и зрителями фестиваля. В нём также представлены сцены гонок на яхтах Кубка Америки 1958 года. В фильме в основном нет диалогов или повествования (за исключением периодических объявлений ведущего Уиллиса Коновера).
В фильме представлены выступления Джимми Джуффри, Телониуса Монка, Сонни Ститта, Аниты О’Дэй, Дины Вашингтон, Джерри Маллигана, Чака Берри, Чико Хэмилтона с Эриком Долфи и Луи Армстронга с Джеком Тигарденом. Также появляются Бак Клейтон, Джо Джонс, Армандо Пераца и Eli’s Chosen Six, студенческий ансамбль Йельского колледжа, в который входил тромбонист Розуэлл Радд, показанный разъезжающим по Ньюпорту на драндулете с откидным верхом, играющим Диксиленд.
Как было запланировано заранее и объявлено в программе, последней исполнительницей субботнего вечера была Махалия Джексон, которая исполнила часовую программу, начинающуюся в полночь, тем самым открывая утро воскресенья. Фильм завершился её исполнением Молитвы Господней.
В 1999 году фильм был отобран для сохранения в Национальном реестре фильмов США Библиотекой Конгресса как «культурно, исторически или эстетически значимый».